# Дольянова
Дольянова (итал. Dolianova) — коммуна в Италии, располагается в регионе Сардиния, подчиняется административному центру Кальяри.
Население составляет 8223 человека (на 2004 г.), плотность населения составляет 94,31 чел./км². Занимает площадь 84,6 км². Почтовый индекс — 9041. Телефонный код — 070.
Покровителями святой великомученик и целитель Пантелеимон, празднование 27 июля, и священномученик Власий Севастийский, празднование 3 февраля.